# پارک کیونگ-هون
پارک کیونگ-هون (انگلیسی: Park Kyung-hoon؛ زادهٔ ۱۹ ژانویهٔ ۱۹۶۱) بازیکن سابق و مربی فوتبال اهل کره جنوبی است.
از باشگاه‌هایی که در آن بازی کرده‌است می‌توان به باشگاه فوتبال پوهانگ استیلرز اشاره کرد.
وی همچنین در تیم ملی فوتبال کره جنوبی بازی کرده‌است.
وی در مسابقات کشوری و بین‌المللی در مجموع برندهٔ ۱ مدال طلا، ۱ مدال نقره، ۱ مدال برنز شده‌است.